# Мартин, Карл
Иоганн Карл Людвиг Мартин (нем. Johann Karl Ludwig Martin; 24 ноября 1851, Евер — 14 ноября 1942, Лейден) — немецкий геолог, палеонтолог, педагог, профессор геологии Лейденского университета (1877—1922). Доктор наук. Член Нидерландской королевской академии наук. Член Леопольдины.
Считается одним из основателей палеонтологии в Нидерландах.

## Биография

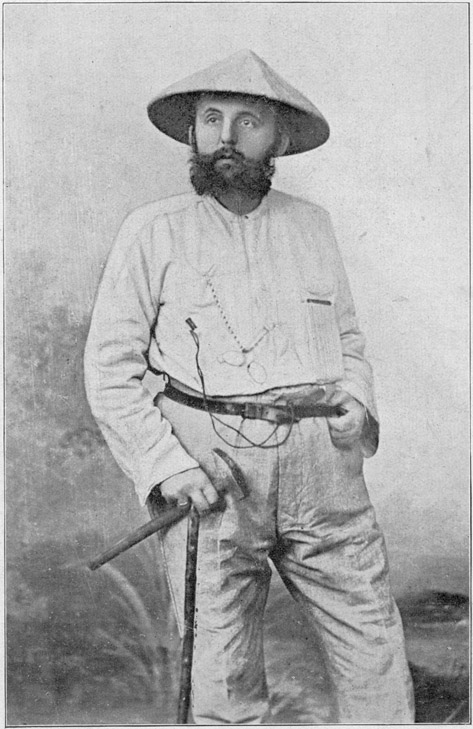
Карл Мартин во время экспедиции на Молуккские острова, 1892

Образование получил в университетах Мюнхена, Лейпцига и Гёттингена. Учился у Карла фон Зеебаха, Германа Креднера, Рудольфа Лейкарта и Августа Гризебаха.
В 1874 году стал доктором наук. Затем учительствовал в Висмаре, где одновременно изучал ледниковые отложения Северной Европы.
С 1877 года работал в Нидерландах. Будучи профессором геологии, минералогии, кристаллографии и палеонтологии Лейденского университета, ректор (1895/1896), К. Мартин изучал коллекции Геологического музея (созданного в 1880 году), особенно окаменелости Голландской Ост-Индии.
С 1880 по 1922 год также был директором Геологического музея Лейдена (ныне Натуралис). Работая директором музея, расширил коллекции за счёт новых покупок и участия в экспедициях в голландские колонии: в 1884 году — на Голландские Антильские острова, в 1892 году — на Молуккские острова и в 1910 году — на Яву.
После ухода на пенсию в 1922 году Мартин продолжил свои исследования по третичной стратиграфии третичного периода в Голландской Ост-Индии.
Как учёный, известен своими палеонтологическими и стратиграфическими исследованиями фауны кайнозойской эры в Голландской Ост-Индии, в первую очередь, моллюсков.
К. Мартин был членом многих научных обществ: в 1884 году стал членом Королевской академии наук Нидерландов, в 1882 г. — членом-корреспондентом Академии естественных наук в Филадельфии, в 1879 г. — членом Общества содействия естественным исследованиям и медицины в Амстердаме, в 1887 г. — член Королевского института языковых, региональных и этнологических исследований Голландской Индии, в 1887 г. — член-корреспондент Батавской академии наук, в 1898 г. — член Академии наук Леопольдина, в 1890 году — член Голландского общества наук в Гарлеме и др.
В честь К. Мартина назван один из видов геккона Phyllodactylus martini.

## Избранные труды
- Petrefakten aus der Raethischen Stufe bei Hildesheim I. Fischreste. In: Zeitschrift der Deutschen geologischen Gesellschaft 26, 1874
- Niederländische und Nordwestdeutsche Sedimentärgeschiebe. 1878
- Die Tertiärschichten auf Java. 1879—1880
- Westindische Skizzen. Reise-Erinnerungen, mit 22 Tafeln und einer Karte. Leiden 1887 (Nachdruck Outlook Verlag, Bremen 2011, ISBN 978-3-86403-143-4).
- Bericht über eine Reise nach Niederländisch West-Indien und darauf gegründete Studien. Leiden 1888.
- Reisen in den Molukken, in Ambon, den Uliasssern, Seran (Ceram) und Buru. Eine Schilderung von Land und Leuten. Text- u. Tafelband. Leiden 1894 (geolog. Teil 1903)
- Die Fossilien von Java. 1891—1922
- Sammlungen des geologischen Reichs-Museums in Leiden. 1881—1923

## Награды
- Кавалер Ордена Почётного легиона (1901)
- Рыцарь Ордена Нидерландского льва (1896)
- Орден Заслуг герцога Петра-Фридриха-Людвига (1882)
- Орден Освободителя 3 класса (1886)
- Почётный профессор Ростокского университета (1919).